# Avsyuk Glacier
Avsyuk Glacier är en glaciär i Antarktis. Den ligger i Västantarktis. Argentina, Chile och Storbritannien gör anspråk på området. Avsyuk Glacier ligger 550 meter över havet.
Terrängen runt Avsyuk Glacier är varierad. Trakten är obefolkad. Det finns inga samhällen i närheten. 